# James FitzGibbon
James FitzGibbon  est né 16 novembre 1780 il est décédé le 10 décembre 1863 à Londres. Il fut un soldat irlandais dans l'armée britannique durant la guerre anglo-américaine de 1812 dans le cadre de la campagne du Niagara. 

## Biographie
Il naquit le 16 novembre 1780 à Glin (comté de Limerick) Irlande, de l'union de Garrett (Gerald) FitzGibbon avec Mary Widenham. Il s’est enrôlé à l'age de 15 ans dans les rangs des unités de l'armée de terre britannique, qui descendent de l'ancienne milice à cheval, de Glin Yeomanry. Trois ans plus tard, il rejoint les Tarbert Infantry Fencibles, un foyer irlandais régiment de service, dont il a été recruté dans l'armée britannique du 49e régiment d'infanterie comme soldat.  Il a combattu pour la première fois en 1799 à Egmond aan Zee, aux Pays-Bas. Il servit plus tard de marine dans la bataille de Copenhague (1801) , pour laquelle il fut décoré de la Médaille du service général de la marine .

## Carrière militaire
Il est allé au Canada en 1802, date à laquelle il avait le grade de sergent. Il a joué un rôle clé dans la répression d'une quasi-mutinerie à Fort George, en Ontario. En 1806, alors qu'il avait gagné ses galons de sergent-major du régiment, il fut promu officier par le général de division et administrateur britannique, Isaac Brock. Une promotion inhabituelle à l'époque, car la plupart des commissions d'officiers étaient été achetées. Puis dans la même année, il fut nommé adjudant du régiment, et en 1809, promu au grade de lieutenant .
FitzGibbon a combattu lors de la bataille de Stoney Creek le 6 juin 1813. Trois semaines plus tard, il dirigeait 50 soldats dans des raids de type guérilla contre une importante unité américaine qui avait capturé le Fort George, dans la péninsule du Niagara. C'est le 22 juin que Laura Secord a mis en garde le journaliste contre une attaque surprise imminente de 500 soldats américains. Cela mena à la bataille de Beaver Dams près de l'actuel Thorold, en Ontario, où la force de FitzGibbon, avec environ 400 guerriers Mohawk et Odawa, a vaincu les Américains et fait 462 prisonniers. Cette victoire fit de FitzGibbon un héros populaire et il a été promu au rang de Capitaine des Fencibles de l'infanterie légère de Glengarry.
Le 25 juillet 1814, il combattit à la Bataille de Lundy's Lane, un épisode de la guerre anglo-américaine de 1812,  dans le cadre de la campagne du Niagara. Après la guerre, il resta dans le Haut-Canada et devint fonctionnaire et colonel dans la milice. Pendant la rébellion du Haut-Canada de 1837, FitzGibbon fut nommé adjudant général par intérim de la Milice. Il organisa et dirigea les forces qui défendaient Toronto contre la force rebelle de William Lyon Mackenzie.

## Franc-maçonnerie et distinctions
Il fut un franc - maçon, de  1822 à 1826, où il accéda aux plus hautes fonctions au "Bureau du Haut - Canada", en qualité de vice - grand maître provincial. Il revint en Angleterre en 1847 après le décès de sa femme Mary Haley, avec qui il avait eu quatre fils et une fille. En 1850, il fut nommé dans Ordre de la Jarretière, chevalier militaire de Windsor. Il mourut au château de Windsor en 1863 et y fut enterré dans la crypte de la chapelle Saint-Georges. 
En 2003 , ses descendants ont donné certains de ses effets personnels, y compris une chevalière et une cérémonie épée, au Musée canadien de la guerre  à Ottawa.[réf. nécessaire]

## Dans la culture populaire
FitzGibbon apparaît dans The Bully Boys, un roman d' Eric Walters . Le livre suit ses interactions avec le personnage de fiction Thomas Roberts, qu'il prend sous son aile lors des événements entourant la bataille de Beaver Dams .